# Jakob Burkhard
Jakob Burkhard (* 4. Mai 1842 in Stebbach; † 8. September 1925 ebenda) war ein deutscher Politiker. Er war Landwirt und Bürgermeister in Stebbach (heute ein Ortsteil von Gemmingen im Landkreis Heilbronn in Baden-Württemberg). Burkhard gehörte von 1899 bis 1908 der Zweiten Kammer der Badischen Ständeversammlung an.

## Leben
Burkhard war der Sohn eines Stebbacher Landwirts und wurde evangelisch getauft. Er besuchte die Volksschule an seinem Heimatort, fand seinen Erwerb ebenfalls in der Landwirtschaft und gehörte dem landwirtschaftlichen Verein an. Von 1878 an war er Gemeinderatsmitglied und von 1888 bis 1922 war er Bürgermeister. Von 1899 bis 1908 gehörte er der Zweiten Kammer des badischen Landtags an, zunächst von der 39. bis zur 41. Sitzungsperiode als Mitglied des Bunds der Landwirte in der Rechtsstehenden Vereinigung, nach der Wahlkreisreform dann in der 42. und 43. Sitzungsperiode als Nationalliberaler. Er äußerte sich zu Fragen der Landwirtschaft, aber auch zu Finanzdebatten, zur Arbeitslosigkeit, zu Schulfragen usw. Aus dem Bürgermeisteramt schied Burkhard erst mit dem 80. Lebensjahr aus.